# Varjúfélék
A varjúfélék (Corvidae) a madarak osztályának verébalakúak (Passeriformes) rendjébe tartozó család.
Bár az északi féltekén fajokban gazdagabb és elterjedtebb a család, Európában csak 11 fajuk költ. Hagyományos (nem tudományos rendszertani) osztályozásuk szerinti fő csoportjaik a szajkók, kitták, szarkák, csókák, varjak és hollók.

## Megjelenésük
A legnagyobb testű, rendszerint fekete tollazatú verébalakúak. A méretük seregélynagyság és 70 cm közötti.
A hosszúkás, többnyire durva és erős csőrük egyenes vagy kissé hajlott. A tövénél serték ülnek, melyek betakarják az orrnyílást.
A csüd bőre nem tagolódik pikkelyekre, viszont elől élben végződik.
A hím és a tojó egyforma.

## Életmódjuk
Számos varjúféle csoportosan keresi a táplálékát. A csoportos életmód sok szempontból előnyös, de hátrányai is vannak: minden madárnak meg kell védenie saját táplálékát a többiekétől. Ennek érdekében az eleség egy részét különböző üregekben, odúkban raktározzák. A számos rejtekhely észben tartása fejlett memóriát
feltételez, emlékezniük kell ugyanis arra, hogy mit, hova és mikor rejtettek. Bizonyos táplálékok, például a rovarok romlandók, azokat nem lehet hosszú ideig tartalékolni, mások, bizonyos termések viszont sokáig nem romlanak meg.
A táplálékukat a földön keresik. 
Sziklákon, fákon vagy odúban költenek. A legáltalánosabb a fákon, gallyakból épített fészek, melyet a pár együtt készít.
A tojásaik színesek és pettyezettek. Csak a tojó kotlik, a hím viszont eteti őt. Az ivari dimorfizmus nem jellemző rájuk.
A hangjuk rikácsoló, csörgő vagy károgó, de vannak kellemesen csengő szólamaik is. Akad közöttük sok jó hangutánzó, egyesek beszédre is megtaníthatók.
Intelligensek, kiváló alkalmazkodóképességűek.

## Elterjedésük

### Kárpát-medence
A legnagyobb fajuk, a holló (63 cm) a Kárpát-medencében meglehetősen ritka. Nem költözik el a területről télen sem. A tollazata csillogó fekete. Magyarországon védett.
A dolmányos varjú kisebb a hollónál, szemtelen fészekrabló, a fácán sincs tőle biztonságban.
A vetési varjú társaságkedvelő, telepesen költő, a dolmányos varjúnál valamelyest kisebb madarunk.
A csóka a szajkóval a család nálunk élő legkisebb faja. Szívesen költ odúban.
A szajkó vagy mátyásmadár tetszetős küllemű, jellegzetes erdei madarunk, fészekdúló.
A fekete-fehér, rendkívül hosszú farkú, kerek szárnyú szarka felismerése a kezdő madarászok számára sem okozhat gondot. Boltozott fészkét fákra és bokrokra építi.

## Viselkedésökológia
A varjúfélék kiemelkedően fejlett gondolkodási képességgel rendelkeznek. Az egyik legérdekesebb a varjúfélék között az Új-Kaledóniában őshonos  faj, ami a természetben rendkívül sokféle és bonyolult eszközt használ a fák kérge alatt rejtőző rovarok megszerzéséhez. Érdekes képessége ennek a fajnak az úgynevezett szekvenciális vagy sorozatos eszközhasználat is. Ekkor a madarak több lépésben oldják meg a feladatot:
egy adott eszközt felhasználva egy másik, a feladat megoldására már alkalmas eszközhöz jutnak. 
Egyik esetben a kutatók azt vizsgálták, van-e különbség a varjak táplálékkereső stratégiái között attól függően, hogy egy másik, számára vetélytársat jelentő egyed szeme láttára találja meg az eleséget, vagy úgy, hogy a másik madár azt nem látta.
Az eredmény azt valószínűsíti, hogy e varjúfaj képes elképzelni, hogy egy másik egyed milyen információkkal rendelkezhet a környezetről és ezen információk alapján várhatóan hogyan fog viselkedni. Ez a képesség nagyon előnyös az egyed számára, hiszen jelentősen megnövelheti a táplálékkeresés és a fajtársakkal szembeni versengés hatékonyságát, így túlélési és
szaporodási esélyei nőnek.
A szexuális szelekció meghatározó a varjúfélék esetében is. Egy faj egyedeinek legfőbb célja reproduktív sikerük növelése, ennek érdekében vetélkednek fajtársaikkal, és bizonyos, a párzási sikerességüket meghatározó tulajdonságaikra szelekció hat. A szelekció erőssége a párzásért folyó harc mértékétől függ.
Mivel általában nem jut minden hímnek pár, ezért a nőstények mint erőforrások jelennek meg a hímek számára. Ez viszont azzal jár, hogy a nőstények választanak a hímek közül, mivel az utódgondozó fél a limitáló tényező. A hölgyválasz következményeként tehát a hímek között ún. epigámikus, azaz válogató szelekció alakul ki. Mivel a nőstény sok energiát fektet a tojásrakásba és az utódgondozásba, ezért fontos számára, hogy utódai minél életképesebbek és rátermettebbek legyenek (ami egyben az ő szaporodási sikerét is jelezi). Ennek érdekében a legértékesebb, genetikailag legjobb minőségű párt igyekszik választani.

## Rendszerezésük
A családot William Elford Leach angol zoológus írta le 1820-ban, az alábbi alcsaládok és nemek tartoznak ide:

### Pyrrhocoracinae
- Pyrrhocorax  - 2 faj

### Crypsirininae
- Temnurus  – 1 faj
- Platysmurus  – 1 faj
- Crypsirina – 2 faj
- Dendrocitta – 7 faj

### Cissinae
- Cissa – 4 faj
- Urocissa – 5 faj

### Perisoreinae
- Cyanopica – 2 faj
- Perisoreus – 3 faj

### Cyanocoracinae
- Cyanolyca – 9 faj
- Gymnorhinus – 1 faj
- Cyanocitta – 2 faj
- Aphelocoma – 6 faj
- Calocitta – 2 faj
- Psilorhinus – 1 faj
- Cyanocorax – 16 faj

### Corvinae
- Zavattariornis – 1 faj
- Ptilostomus – 1 faj
- Podoces – 4 faj
- Garrulus – 3 faj
- Pica – 7 faj
- Nucifraga – 3 faj
- Coloeus - 2 faj
- Corvus – 42 faj

## Galéria
Szajkók - Platylophus, Gymnorhinus, Cyanocitta, Aphelocoma, Cyanocorax, Calocitta, Garrulus, Perisoreus

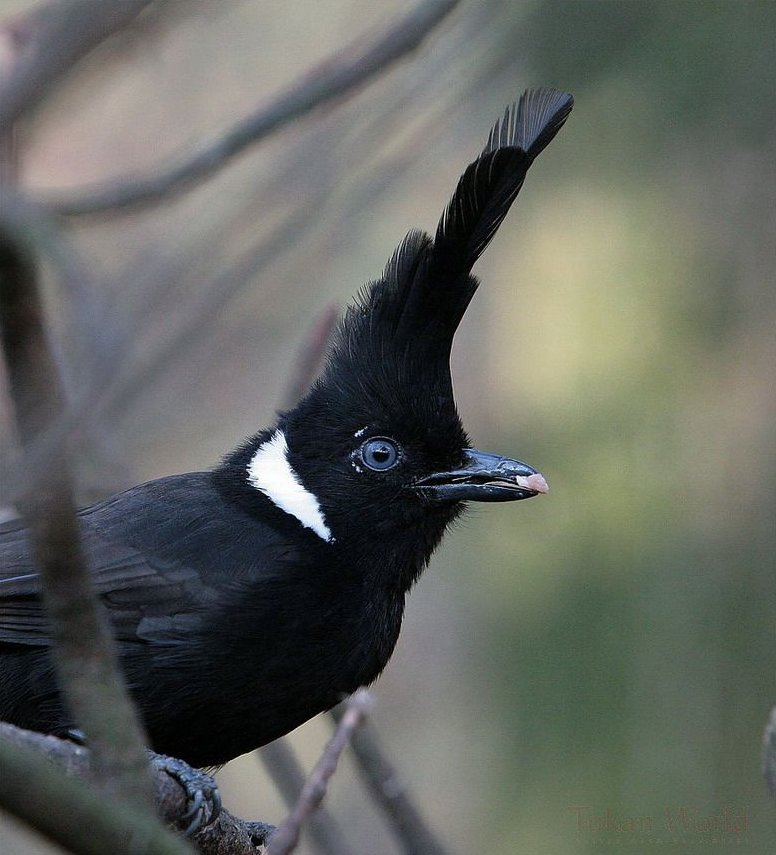
Örvös szajkó (Platylophus galericulatus)
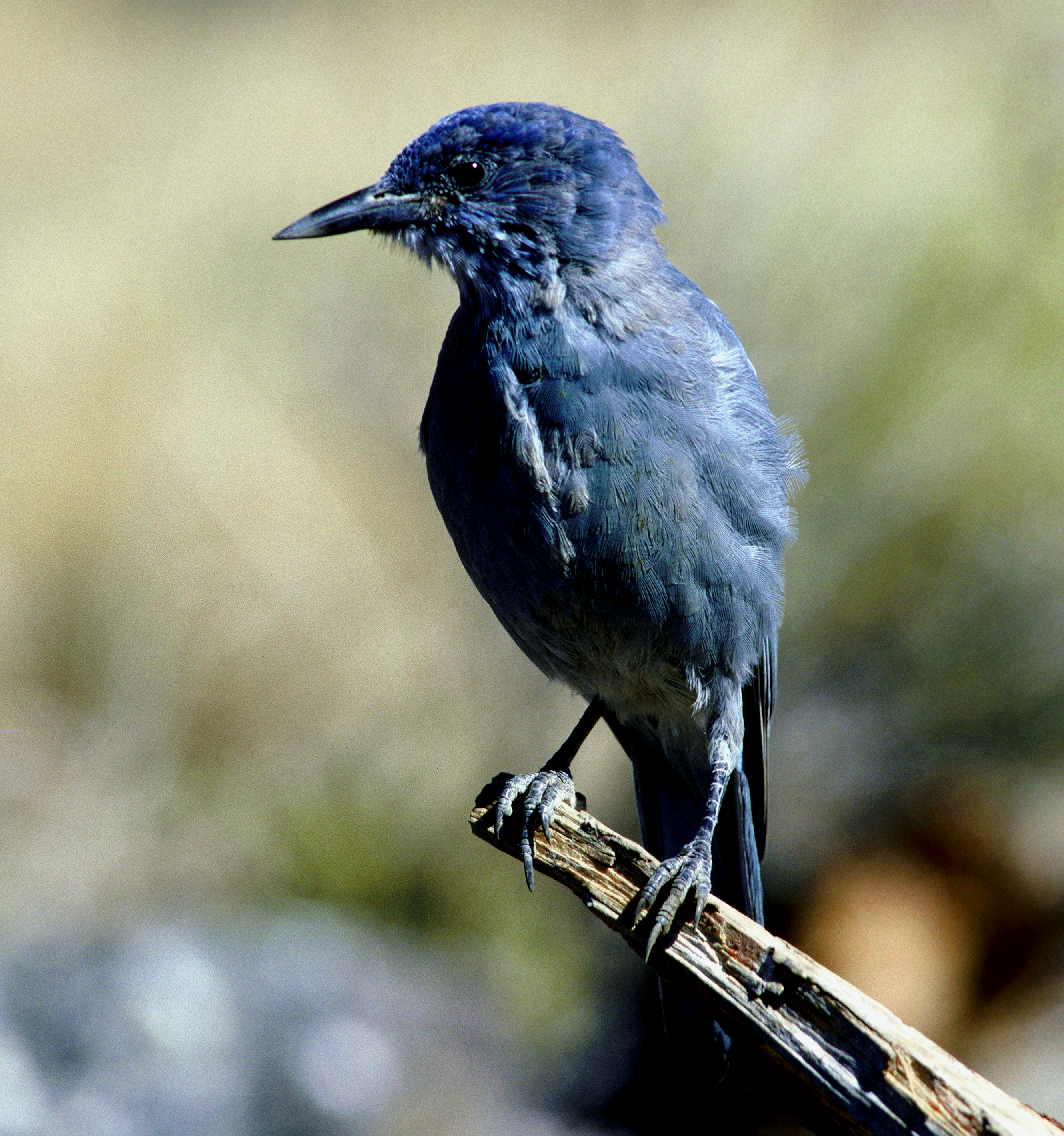
Csupaszcsőrű szajkó (Gymnorhinus cyanocephalus)
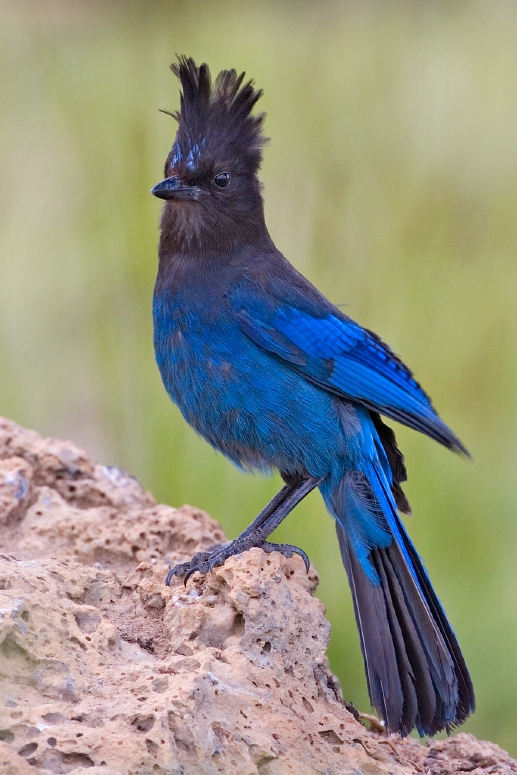
Bóbitás szajkó (Cyanocitta stelleri)
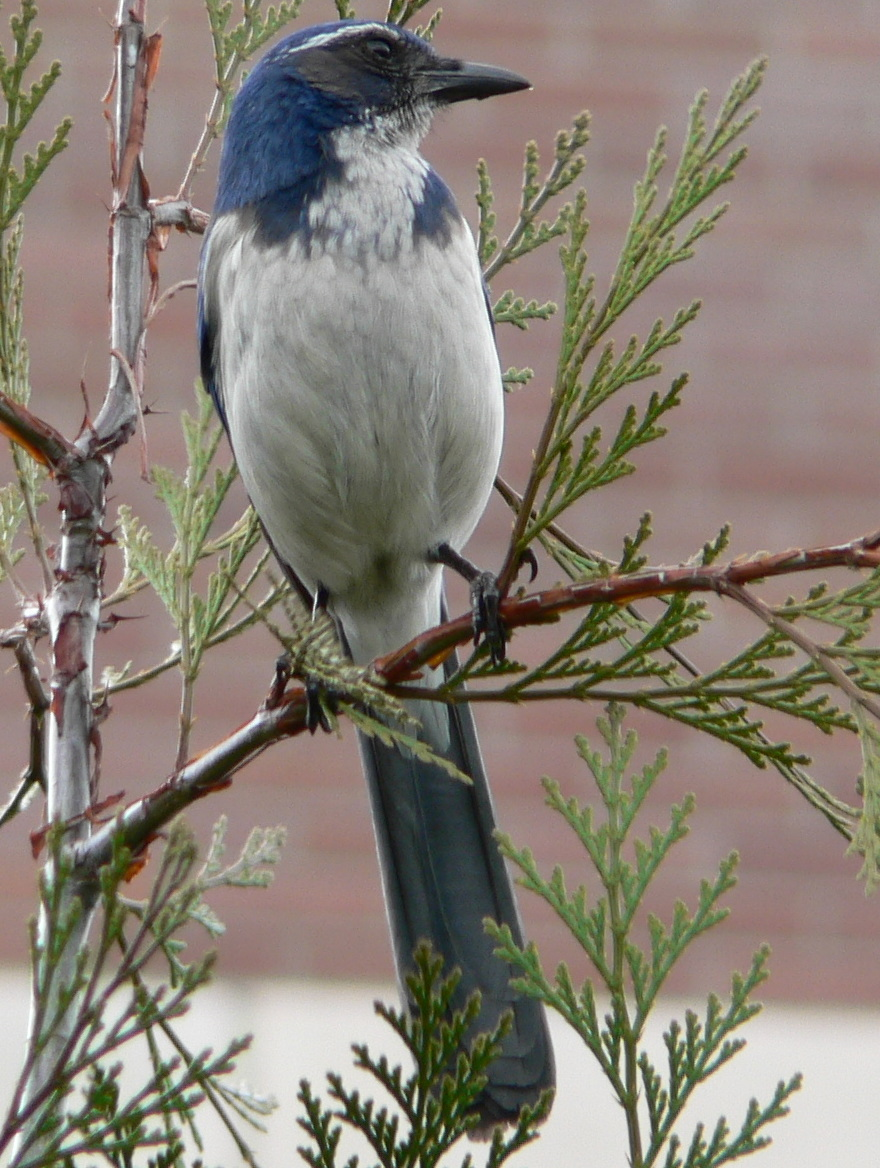
Bozótszajkó (Aphelocoma californica)
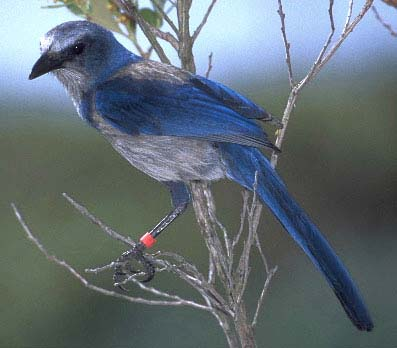
Aphelocoma coerulescens
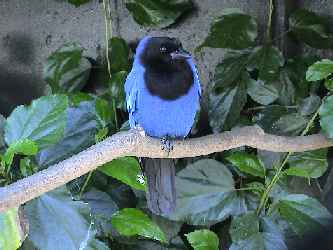
Borzas indigószajkó (Cyanocorax caeruleus)
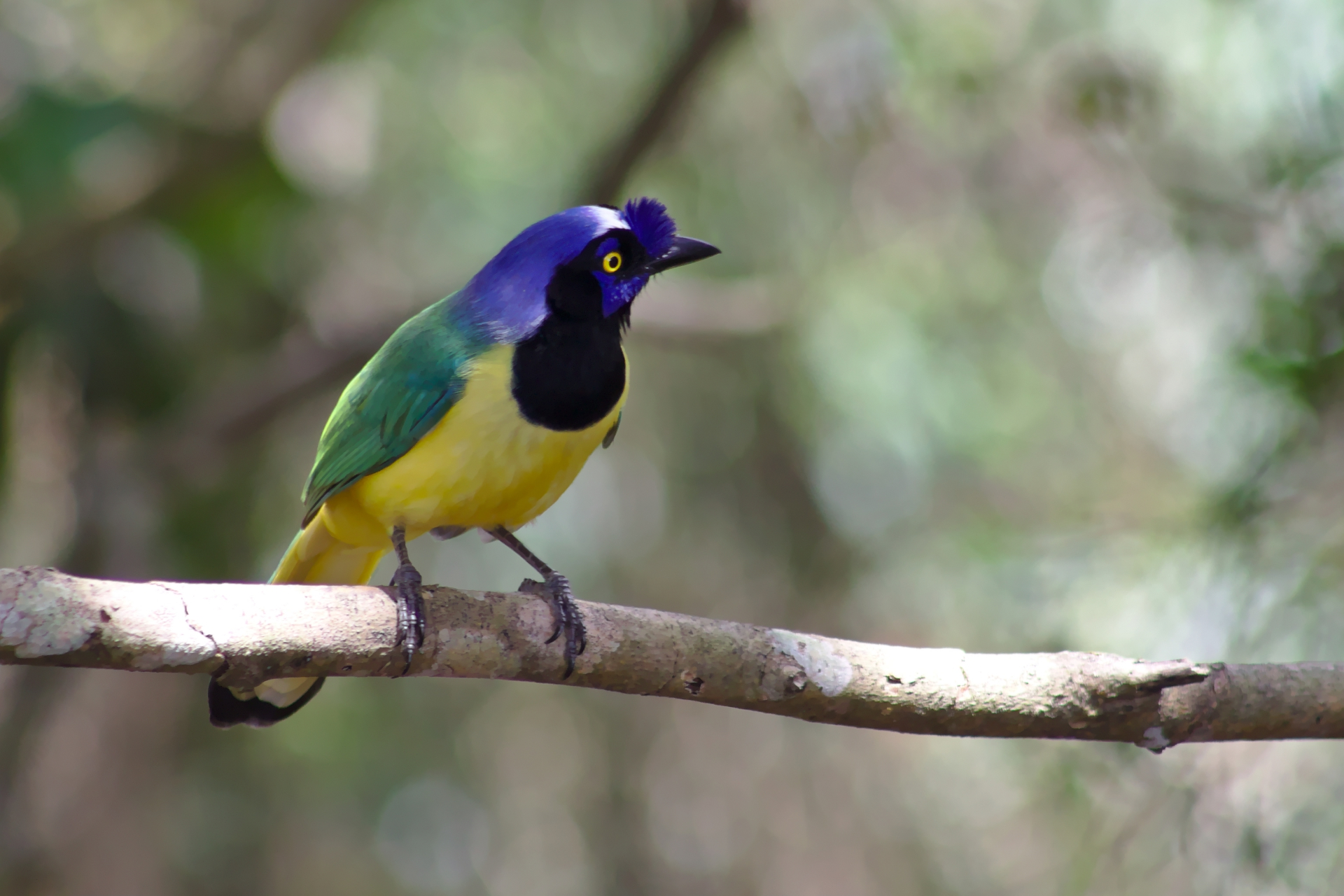
Zöld szajkó (Cyanocorax yncas)
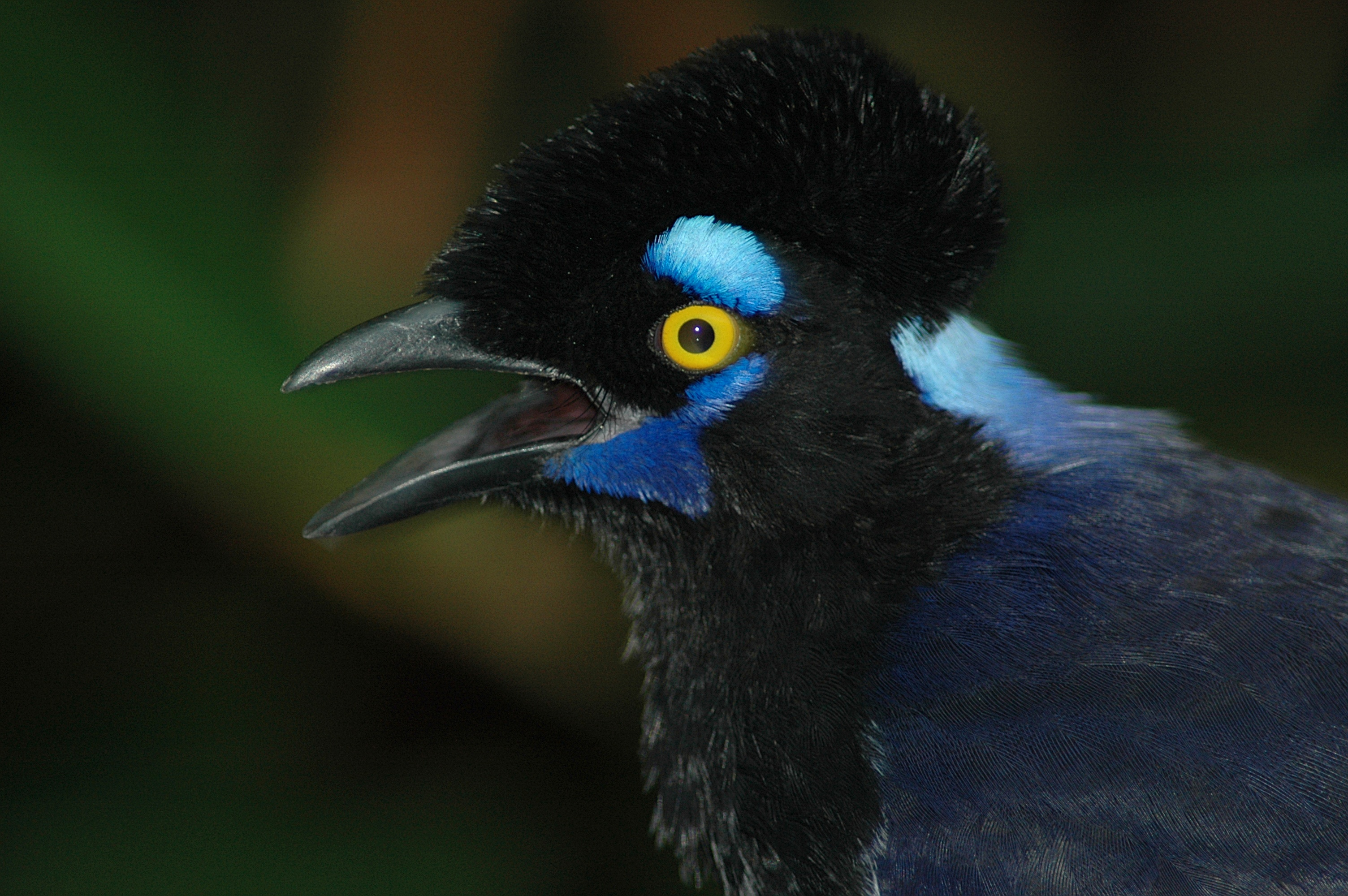
Amerikai kékvarjú (Cyanocorax chrysops)
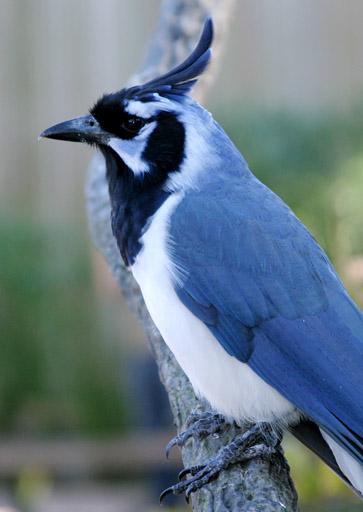
Uszályfarkú szajkó (Calocitta colliei)
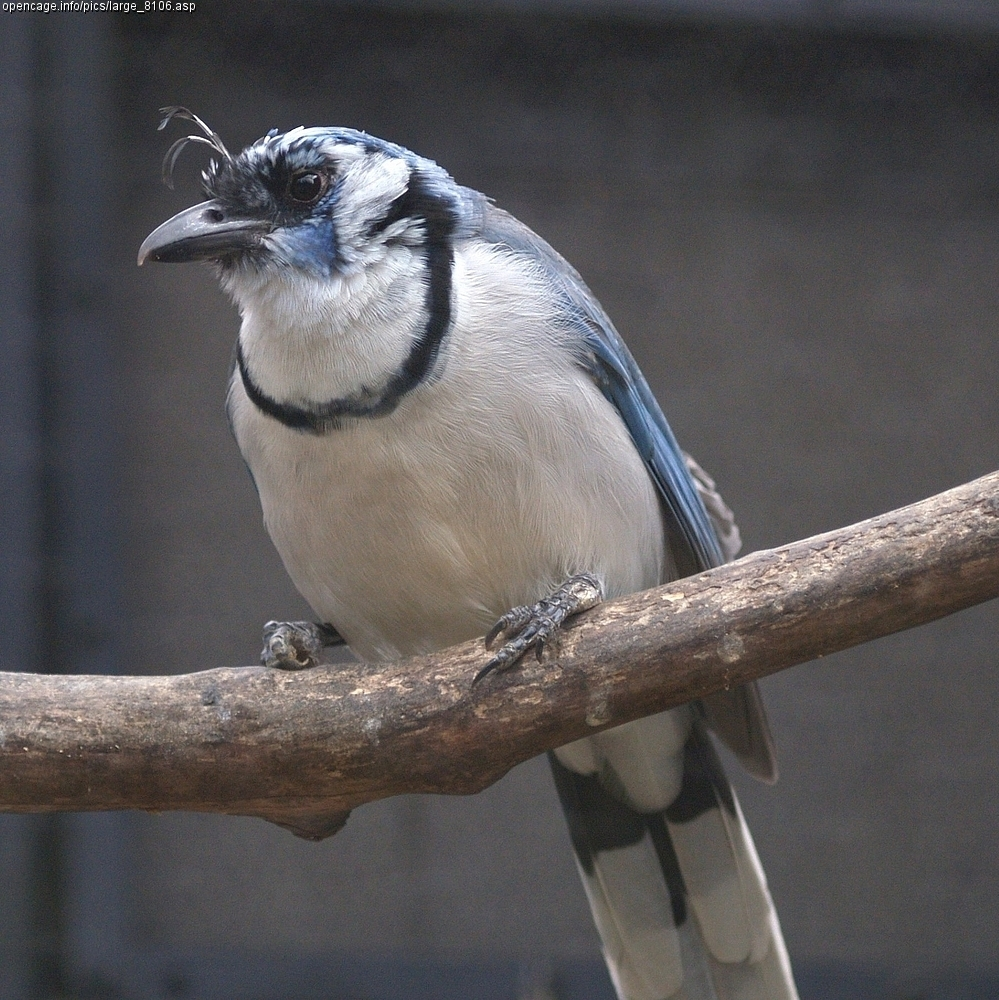
Fehértorkú szarkaszajkó (Calocitta formosa)
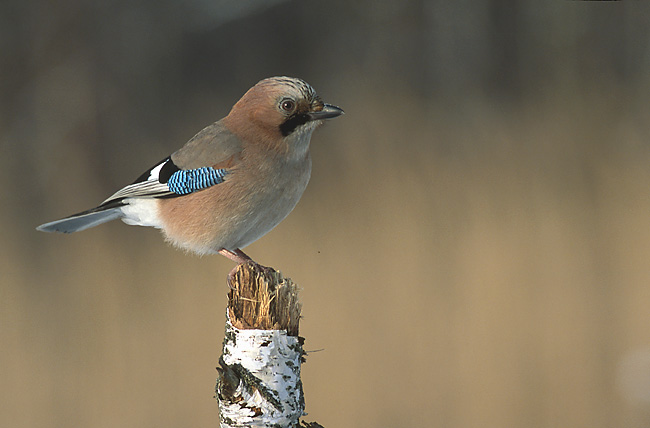
Szajkó (Garrulus glandarius)
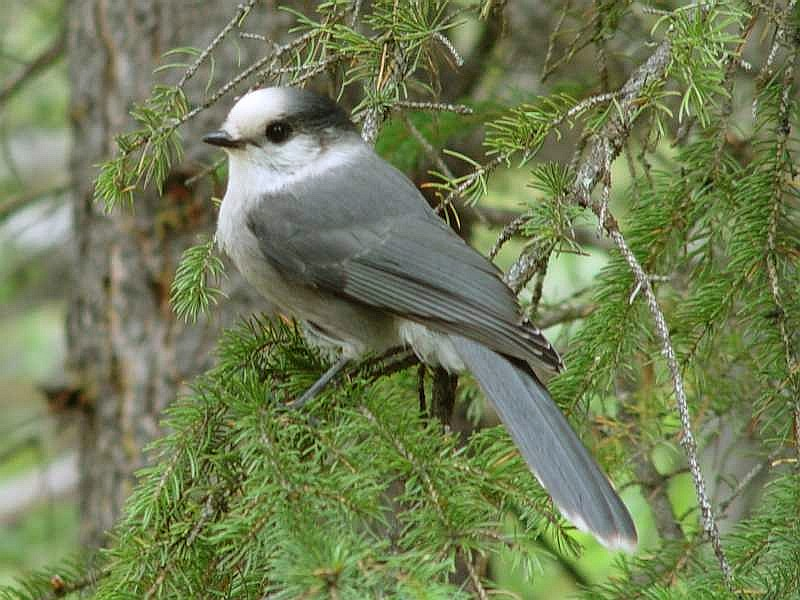
Szürke szajkó (Perisoreus canadensis)
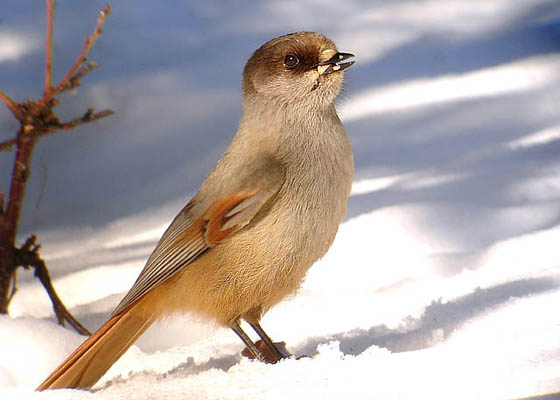
Északi szajkó (Perisoreus infaustus)

Kitták - Urocissa, Cissa

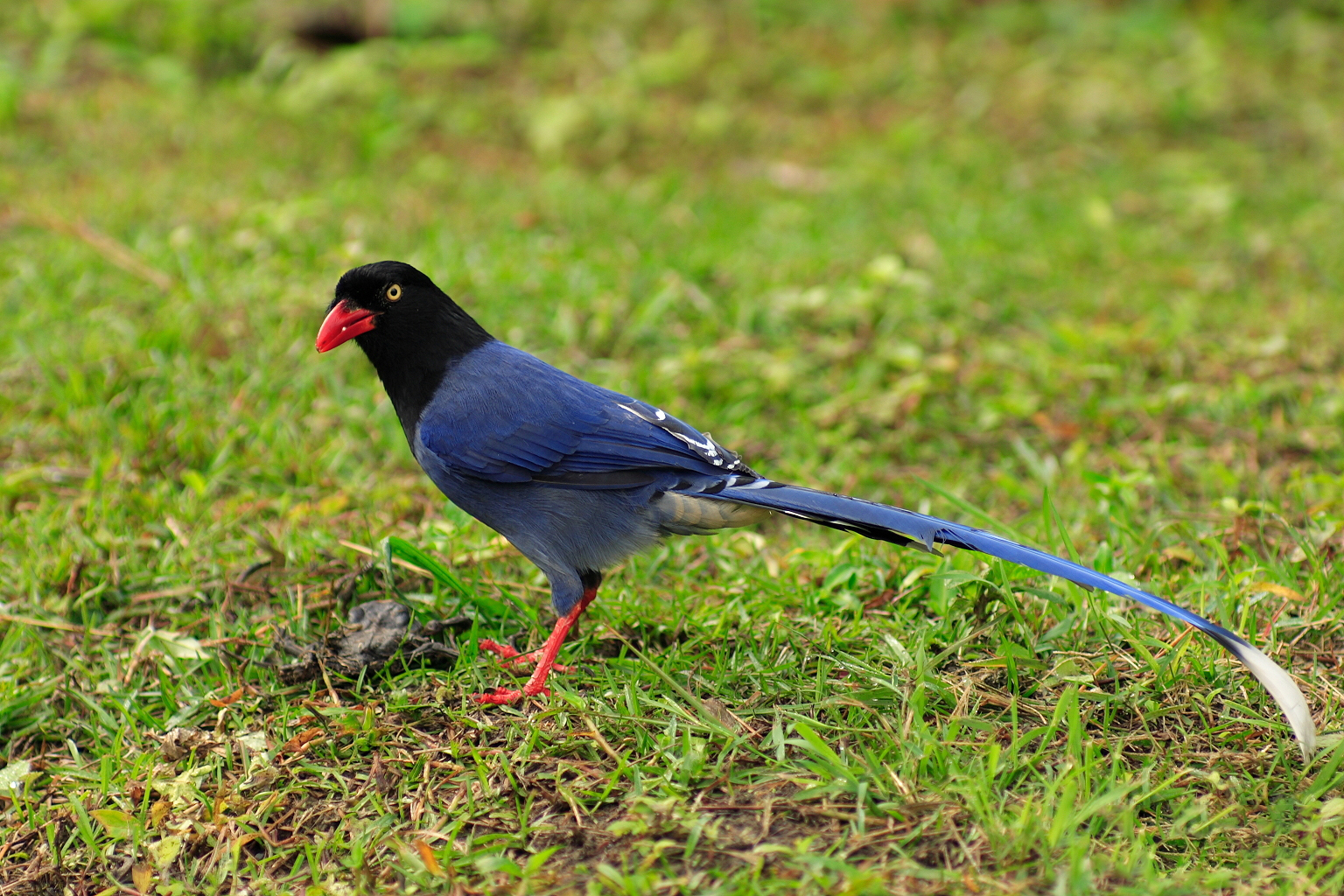
Vastagcsőrű kitta (Urocissa caerulea)
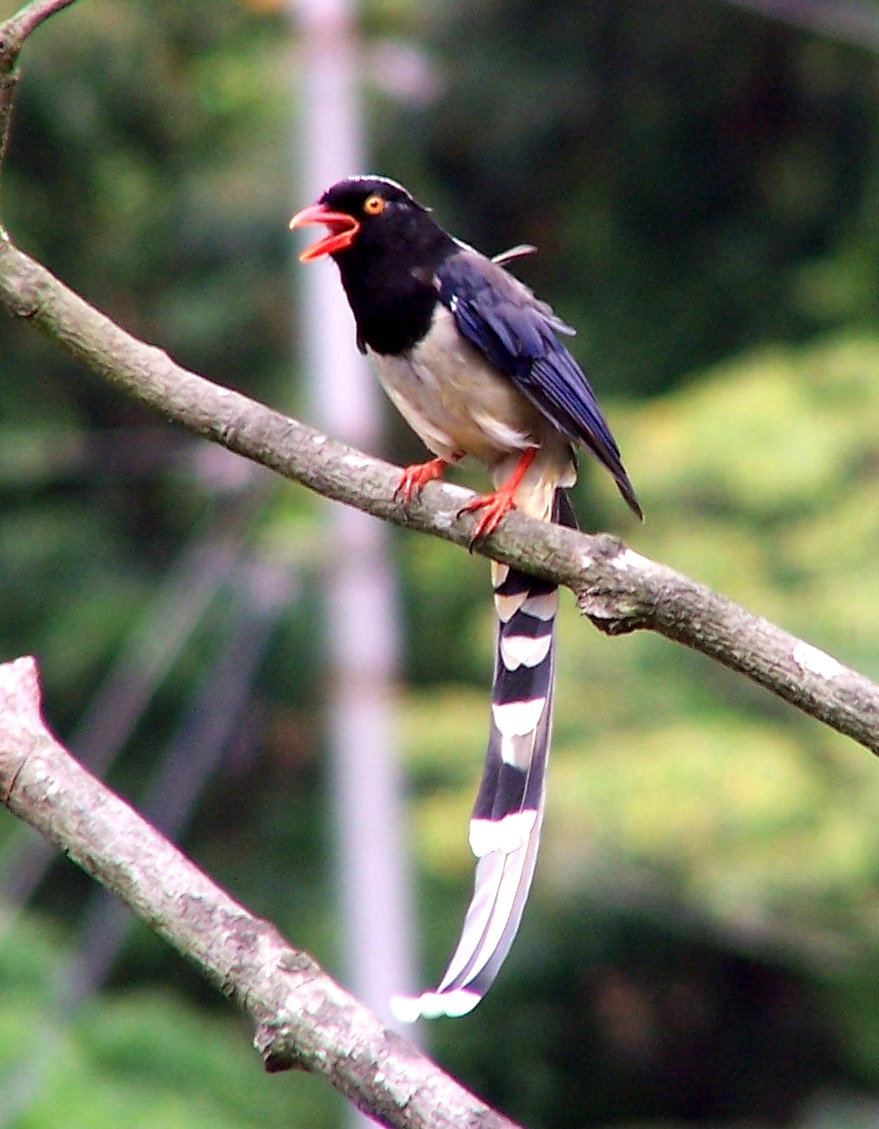
Vöröscsőrű kitta (Urocissa erythrorhyncha)
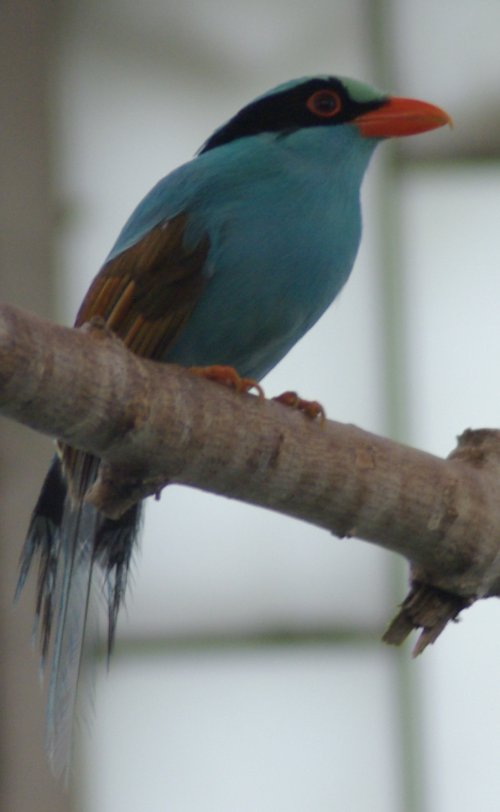
Zöld kitta (Cissa chinensis)

Szarkák - Cyanopica, Dendrocitta, Pica

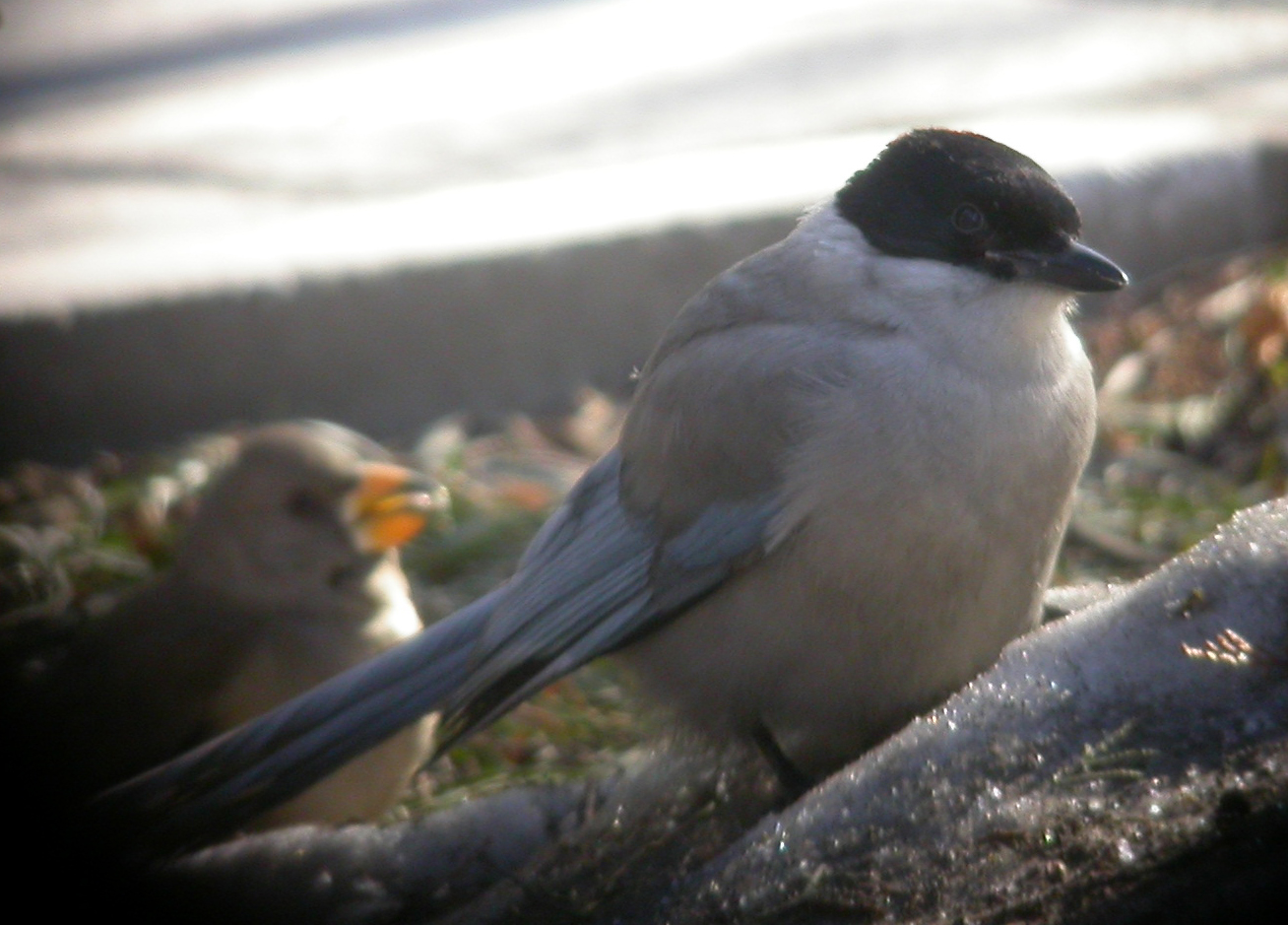
Kék szarka (Cyanopica cyana)
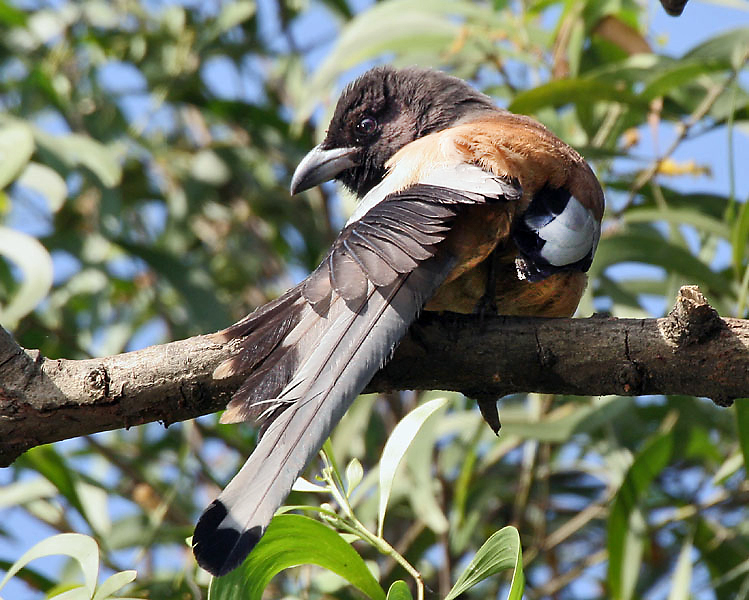
Vándor erdeiszarka (Dendrocitta vagabunda)
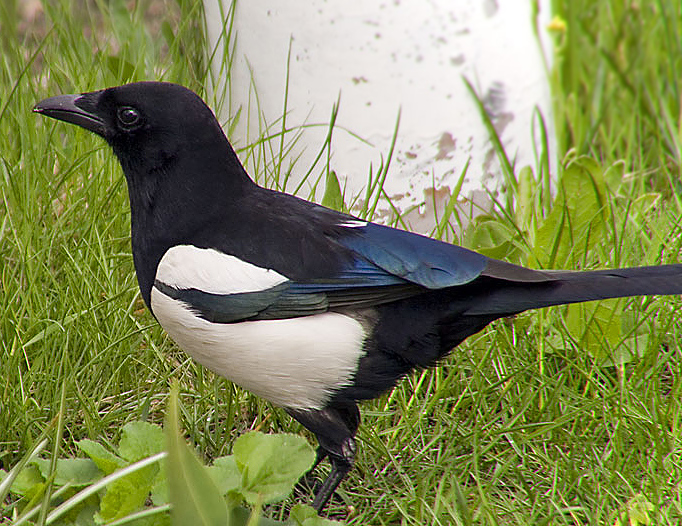
Szarka (Pica pica)
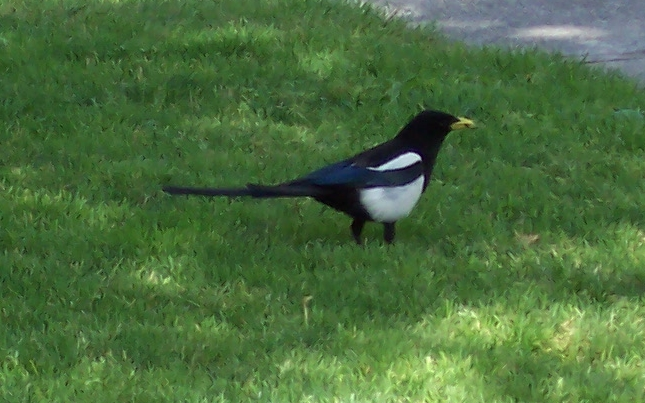
Sárgacsőrű szarka (Pica nuttalli)

Pusztai- és fenyőszajkók - Podoces, Nucifraga

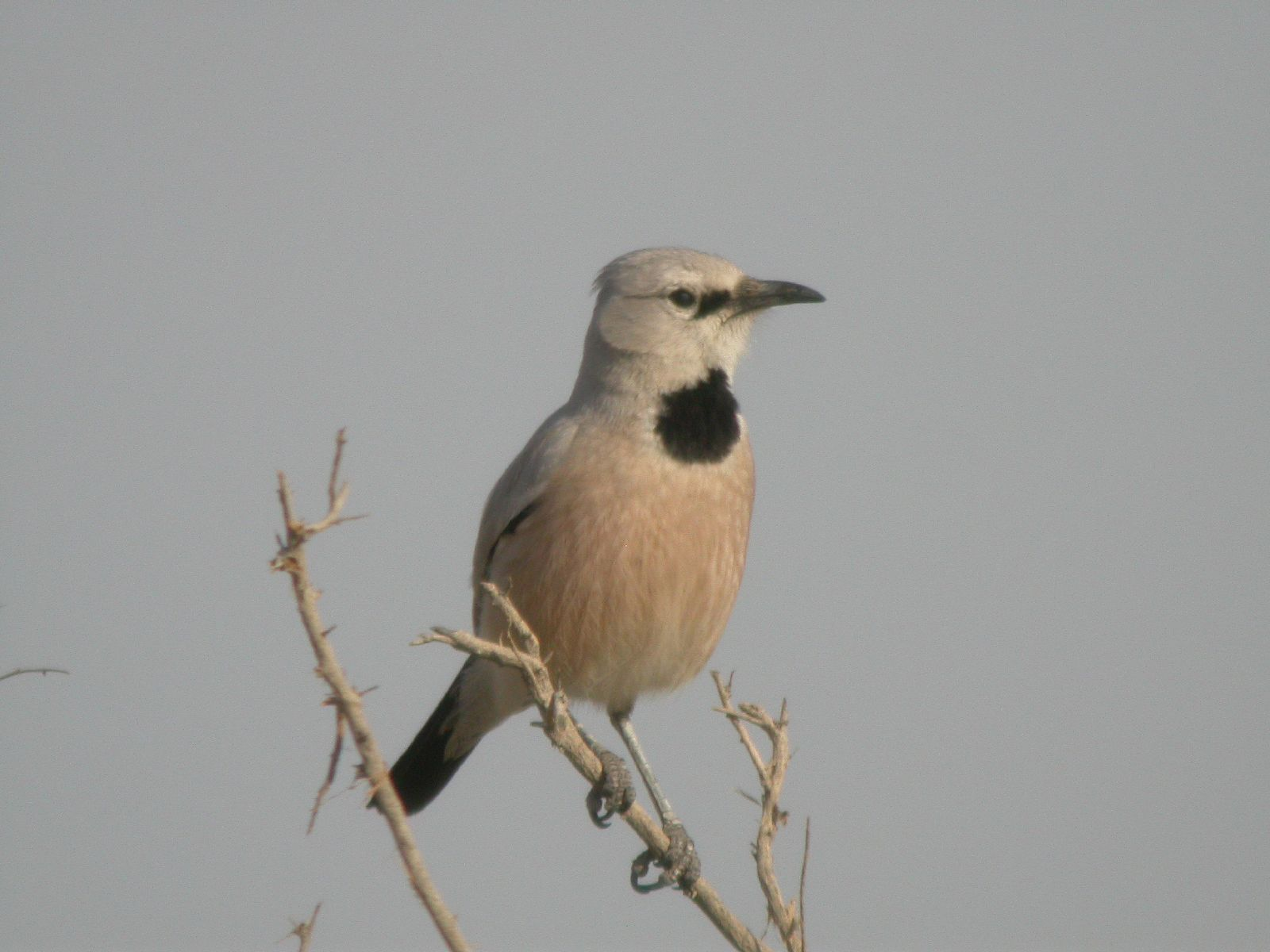
Szaxaul-szajkó (Podoces panderi)
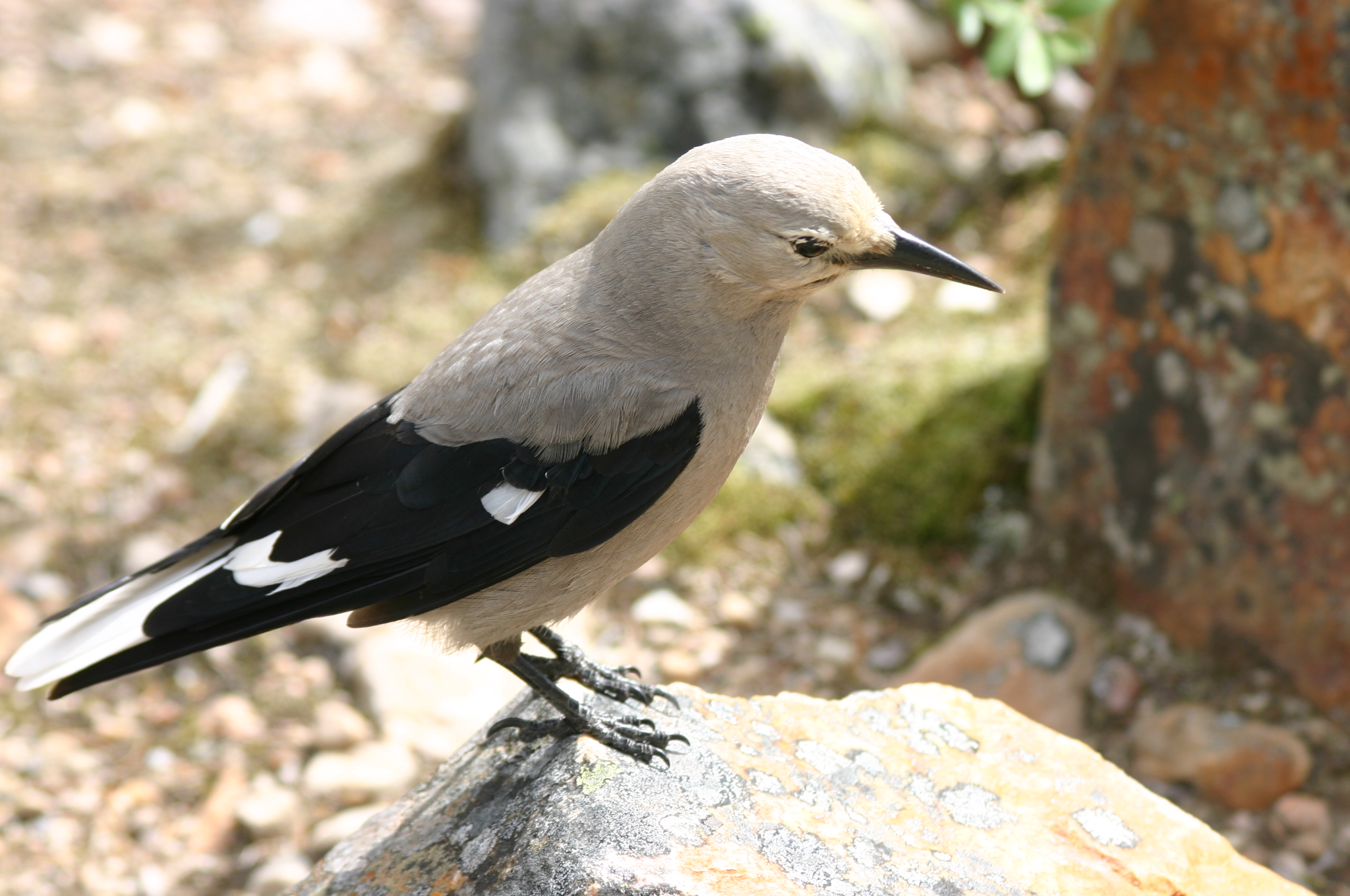
Amerikai fenyőszajkó (Nucifraga columbiana)
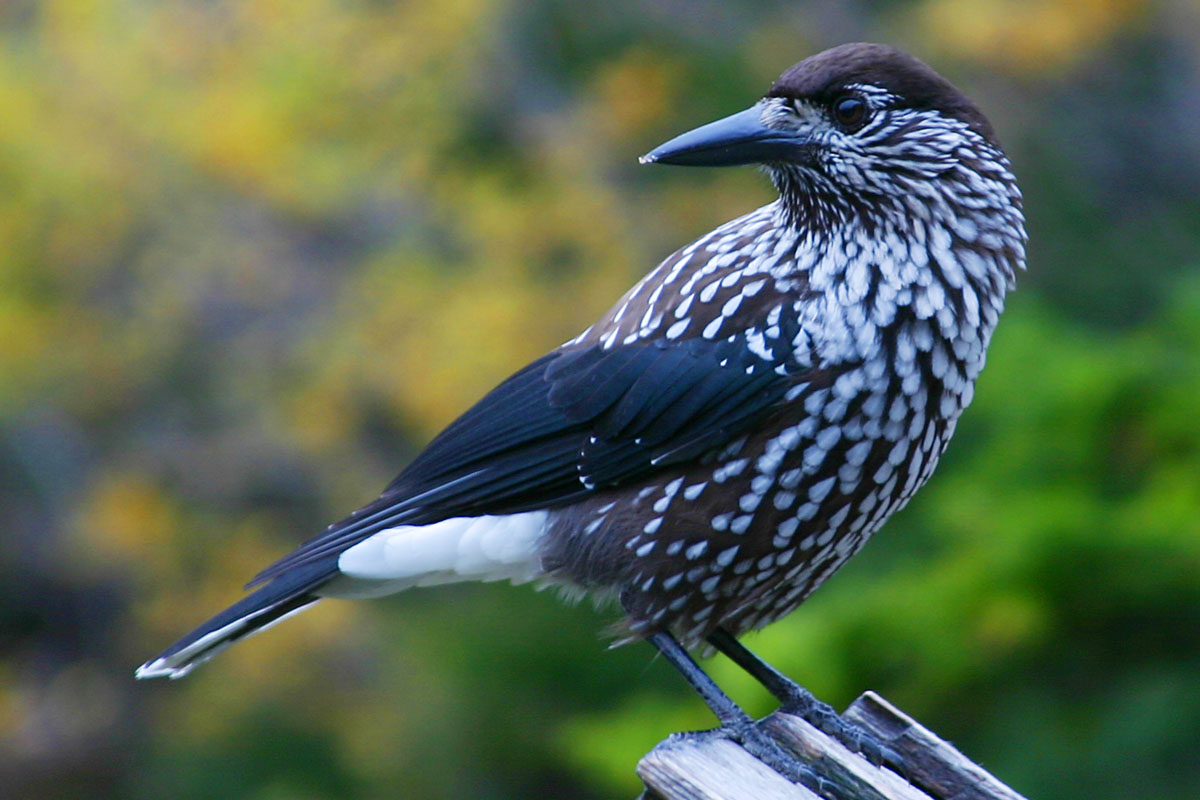
Fenyőszajkó (Nucifraga caryocatactes)

Csókák, varjak és hollók - Pyrrhocorax, Corvus

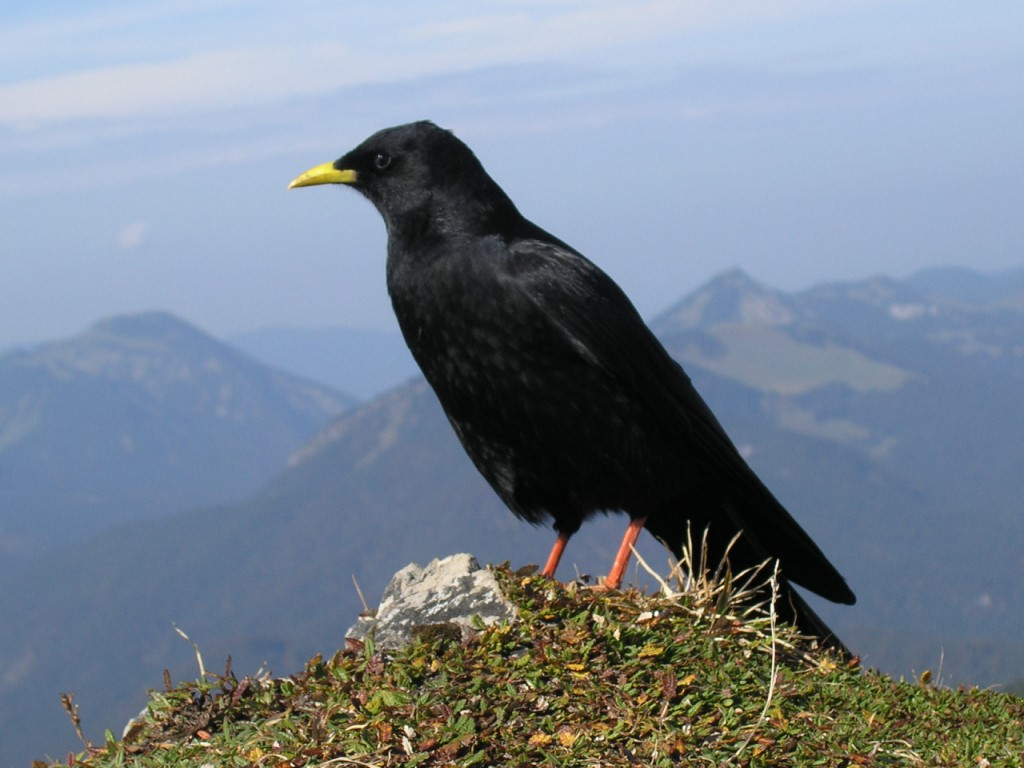
Havasi csóka (Pyrrhocorax graculus)
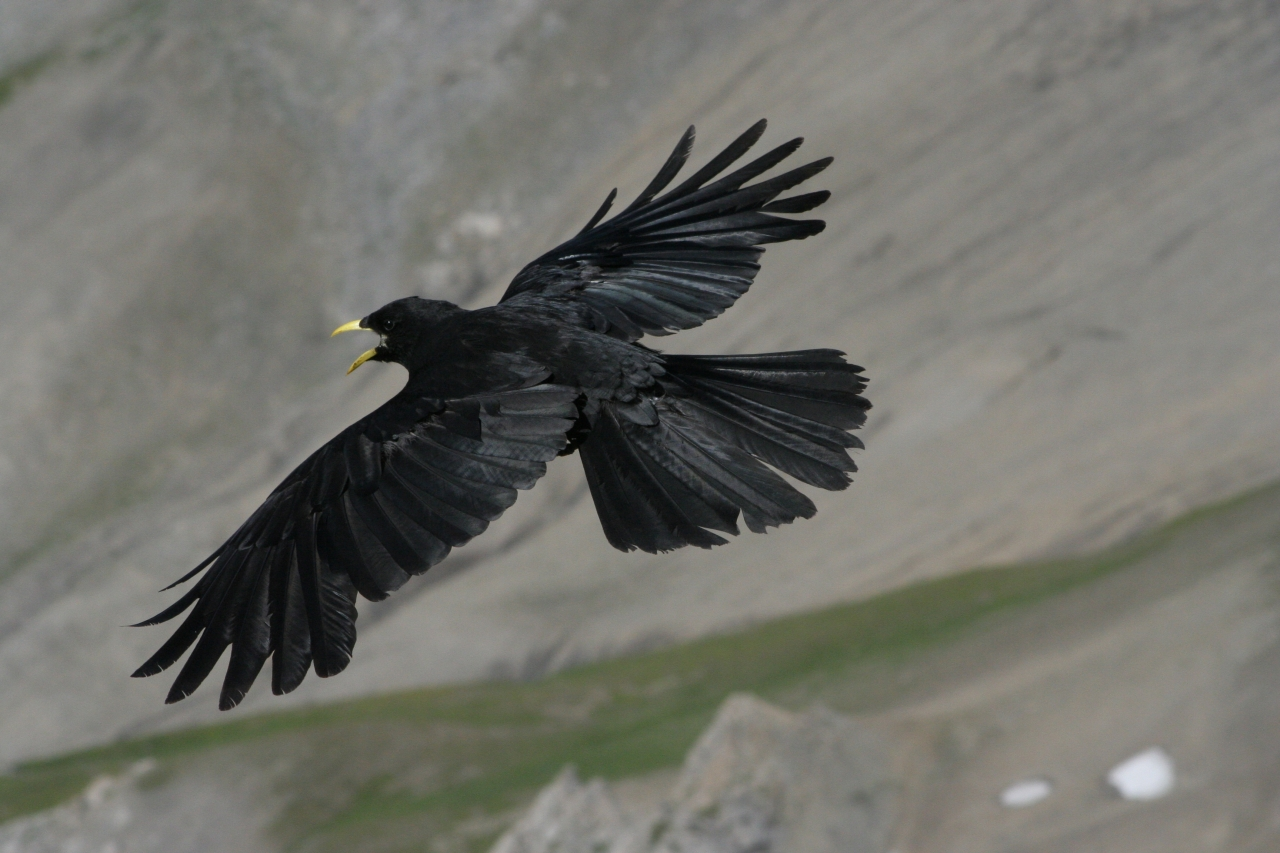
Havasi csóka repülés közben
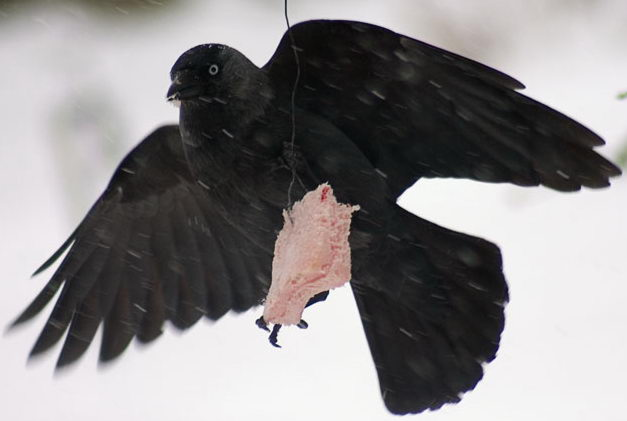
Csóka (Corvus monedula)
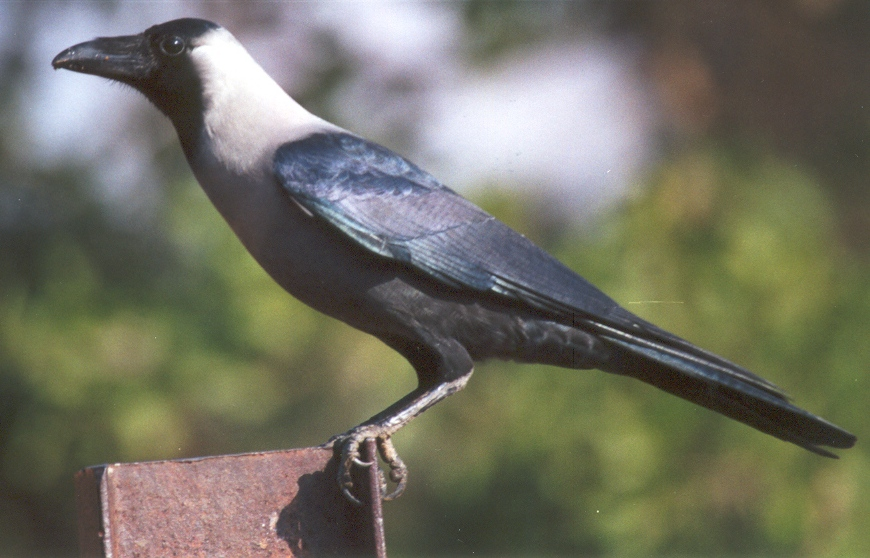
Indiai varjú (Corvus splendens)
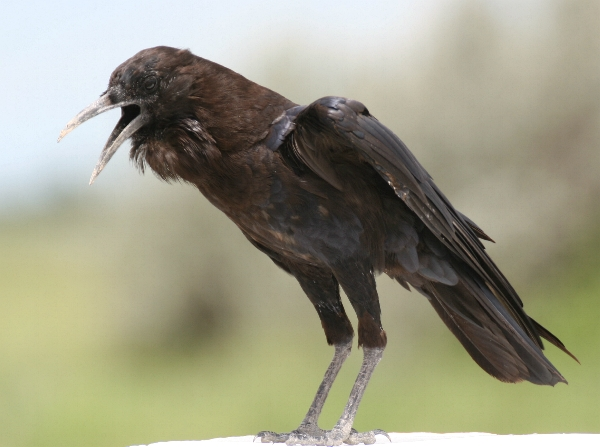
Fokföldi varjú (Corvus capensis)
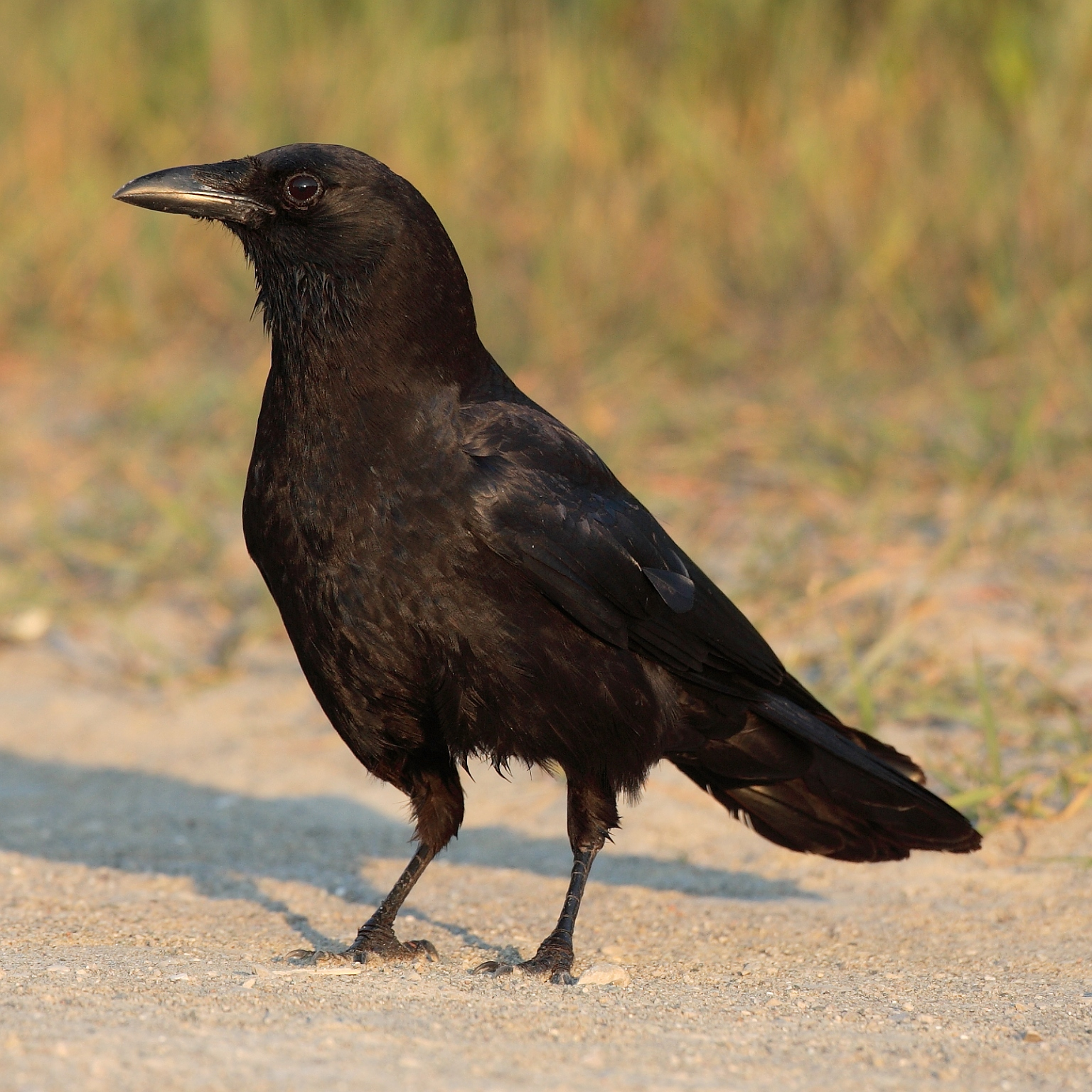
Rövidcsőrű varjú (Corvus brachyrhynchos)
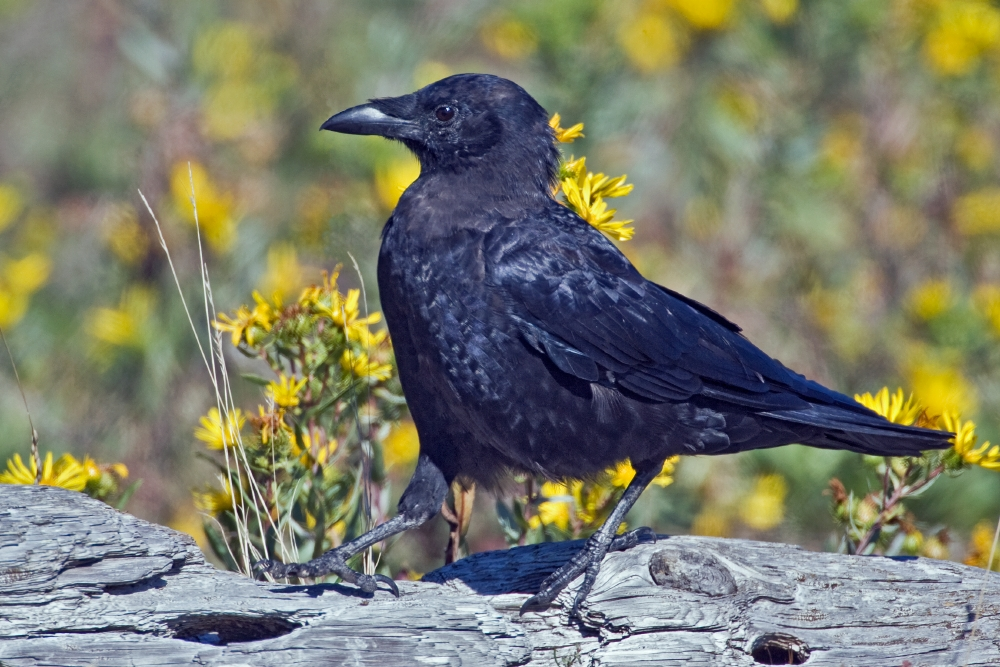
Amerikai varjú (Corvus caurinus)
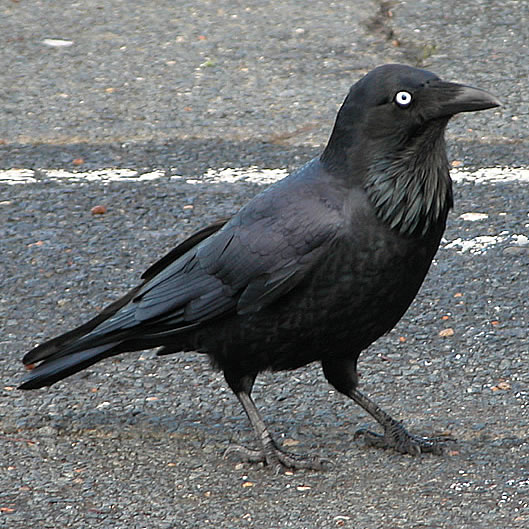
Ausztrál varjú (Corvus coronoides)
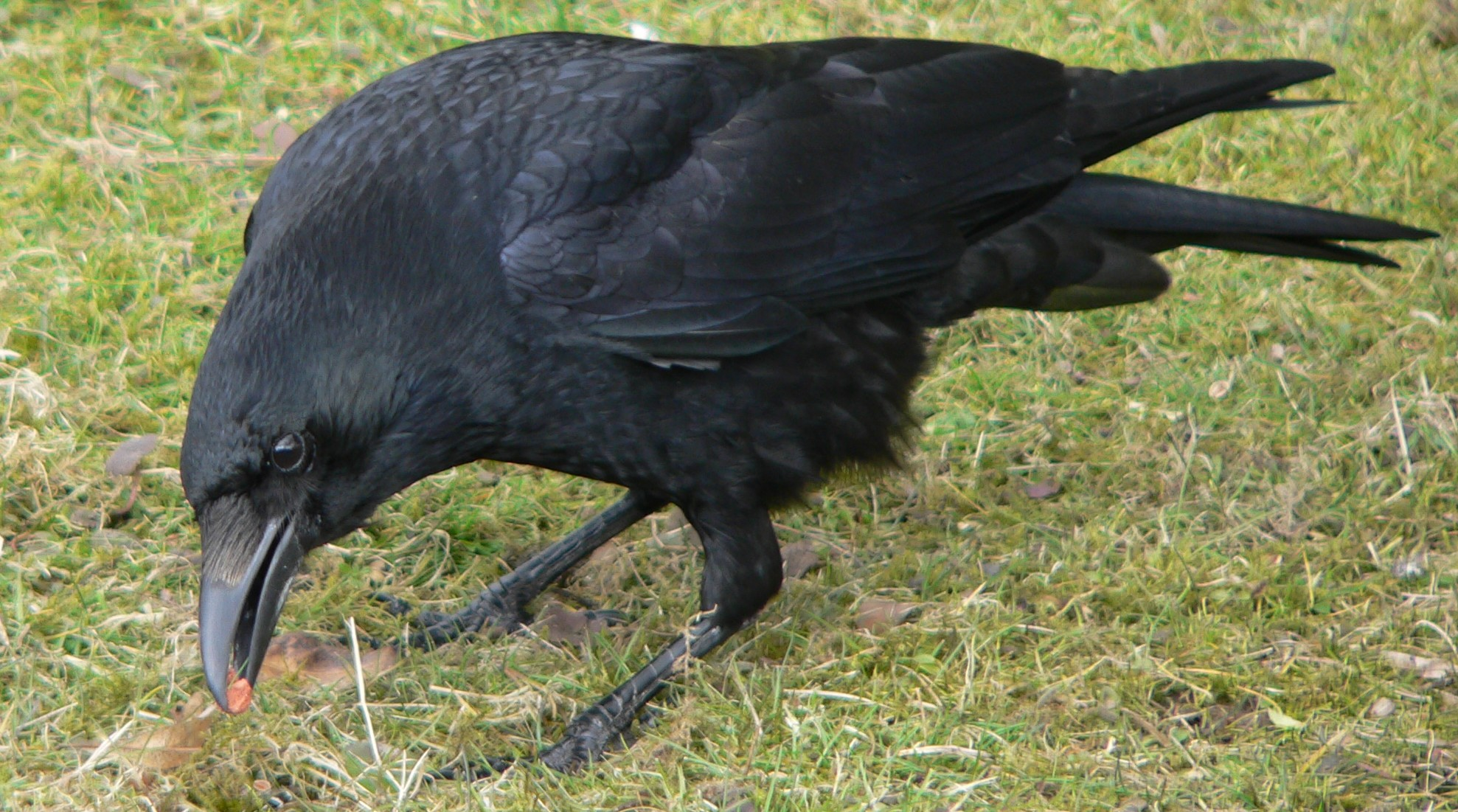
Kormos varjú (Corvus corone)
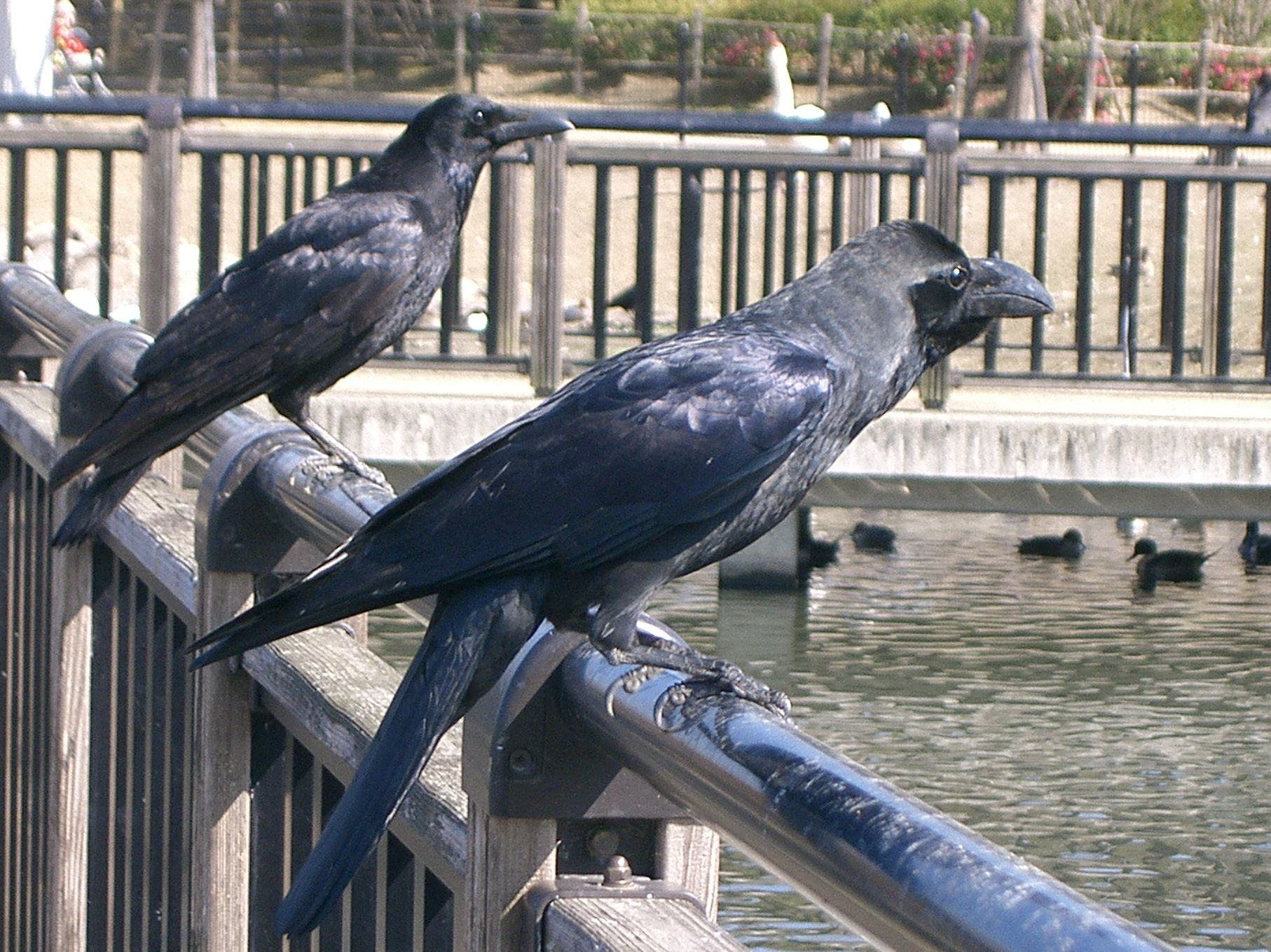
Dzsungelvarjú (Corvus macrorhynchos) elöl, mögötte Kormos varjú (Corvus corone)
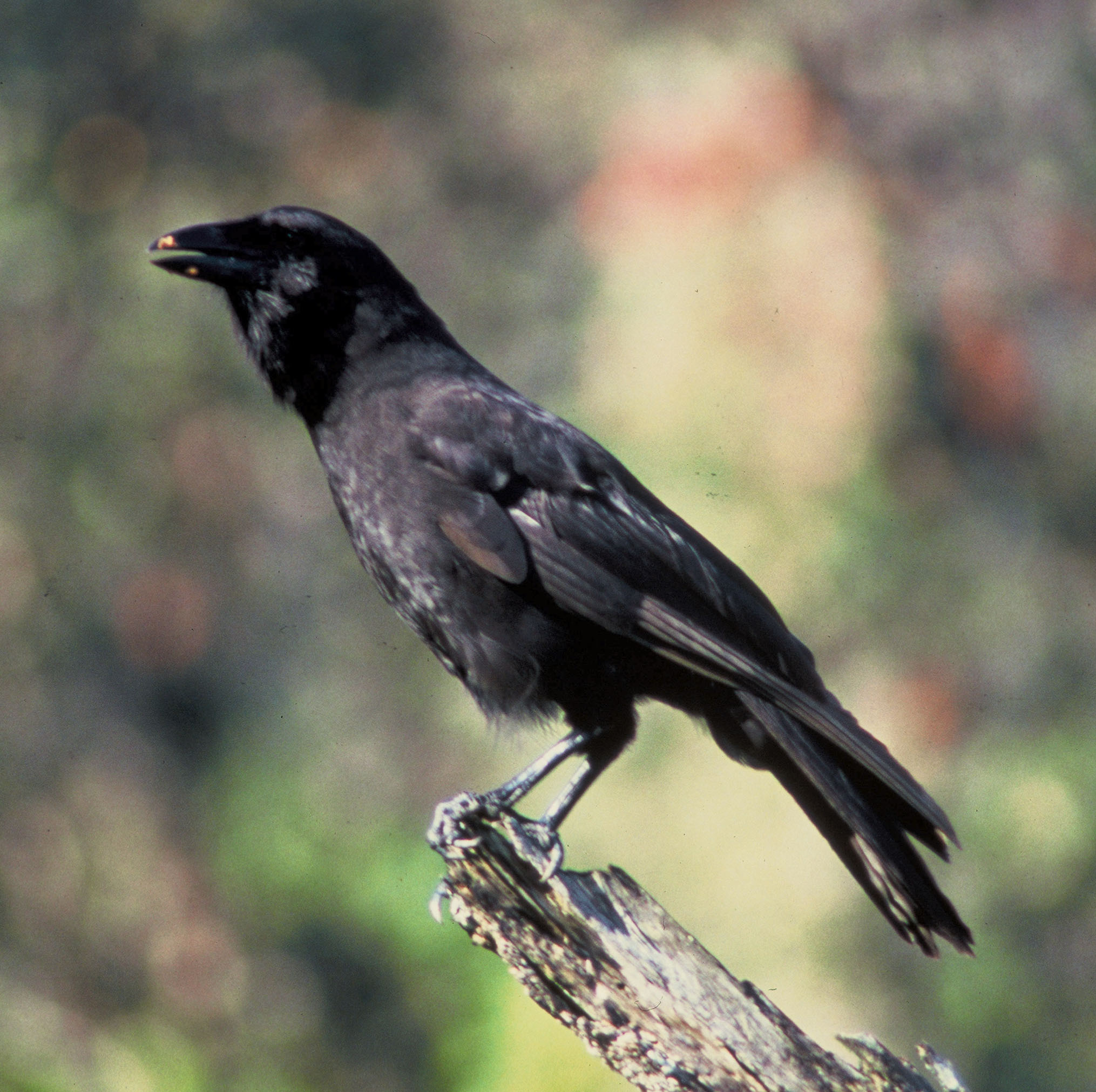
Hawaii holló (Corvus hawaiiensis)
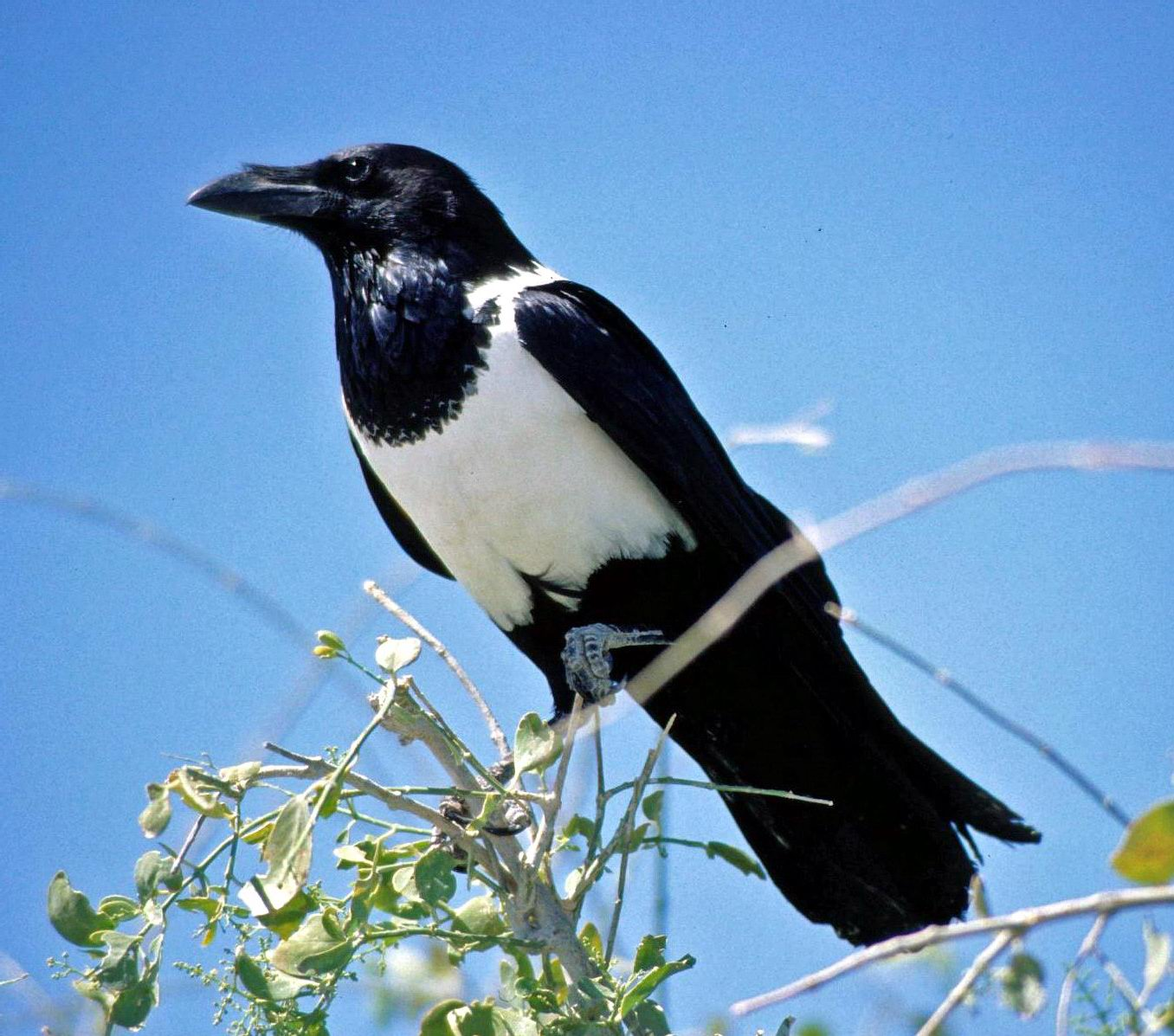
Fehérnyakú varjú (Corvus albus)
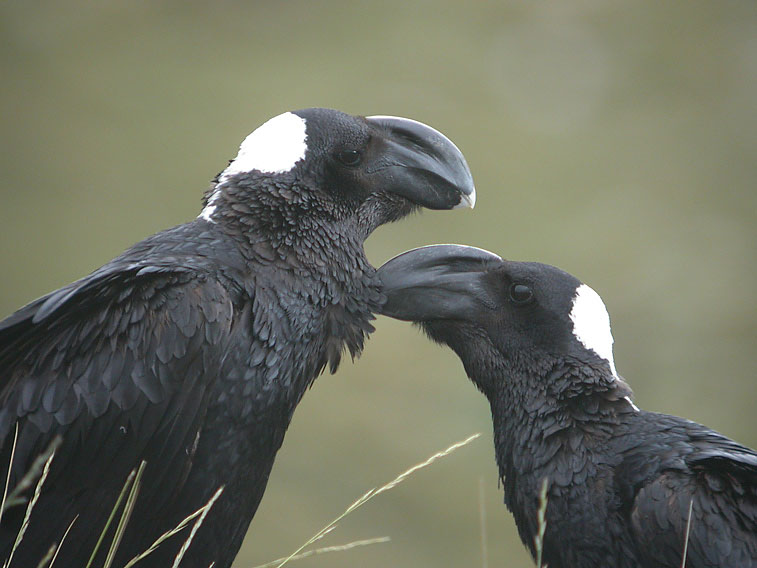
Vastagcsőrű holló (Corvus crassirostris)